# James Abegglen
James Abegglen est un théoricien des organisations et professeur de management et économie japonais, né américain le 15 février 1926 dans le Michigan et mort le 2 mai 2007 à Tokyo. Il est l'un des fondateurs du groupe Boston Consulting.

## Biographie
Il étudie à l'université de Chicago, où il obtient un doctorat en anthropologie et psychologie clinique, avant de servir dans la United States Marine Corps pendant la Seconde Guerre mondiale, où il se rend à la fin de la guerre, pour la première fois au Japon à Hiroshima dans le cadre d'une enquête sur les bombardements stratégiques aux États-Unis.
Il visite à nouveau le Japon en 1955, où il étudie pendant 2 ans les différences organisationnels entre les États-Unis et le Japon en tant que chercheur à la Fondation Ford.
Il reste et débute finalement sa vie au Japon, et obtient la nationalité japonaise en 1997.
Il est aussi professeur puis directeur de l'Institut de culture comparative à l'université Sophia, et occupe plusieurs autres fonctions importantes.

## Travaux et publications

### Travaux
Le travail de James Abegglen est centré sur le système de l'économie, et sur les entreprises japonaises.
Dans son ouvrage The Japanese Factory, il met en avant plusieurs caractéristiques de l'emploi telles que l'emploi permanent et affirme la force de leurs mécanismes sur les entreprises japonaises.

### Publications
- (en) The Japanese Factory, Free Press, 1958, 142 p.
- (en) Business strategies for Japan, Sophia University, TBS Britannica (coopération), 1971, p. 221
- (en) Management and worker: the Japanese solution, Sophia University, Kodansha International (coopération), 1973, 200 p.